# Blochius
Blochius es un género extinto de peces actinopterigios prehistóricos. Fue descrito por Volta en 1800.
Vivió en Italia.

## Fósiles

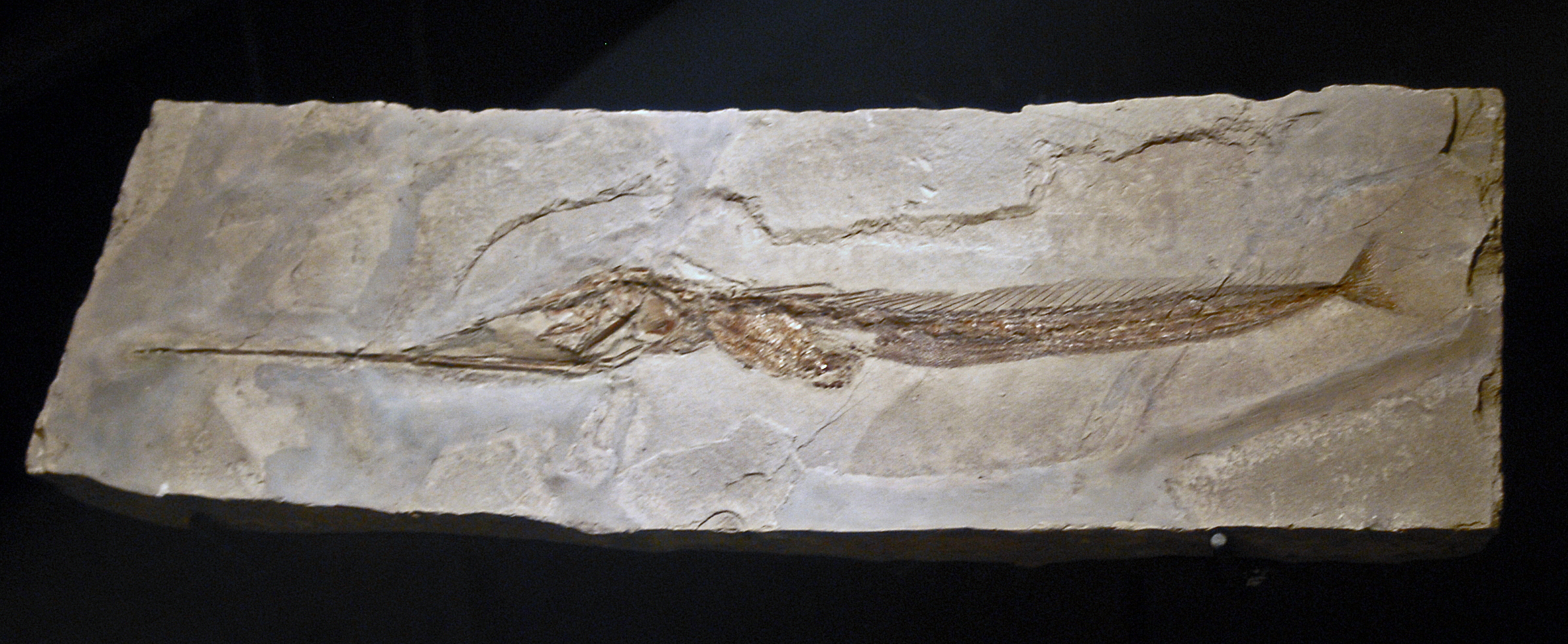
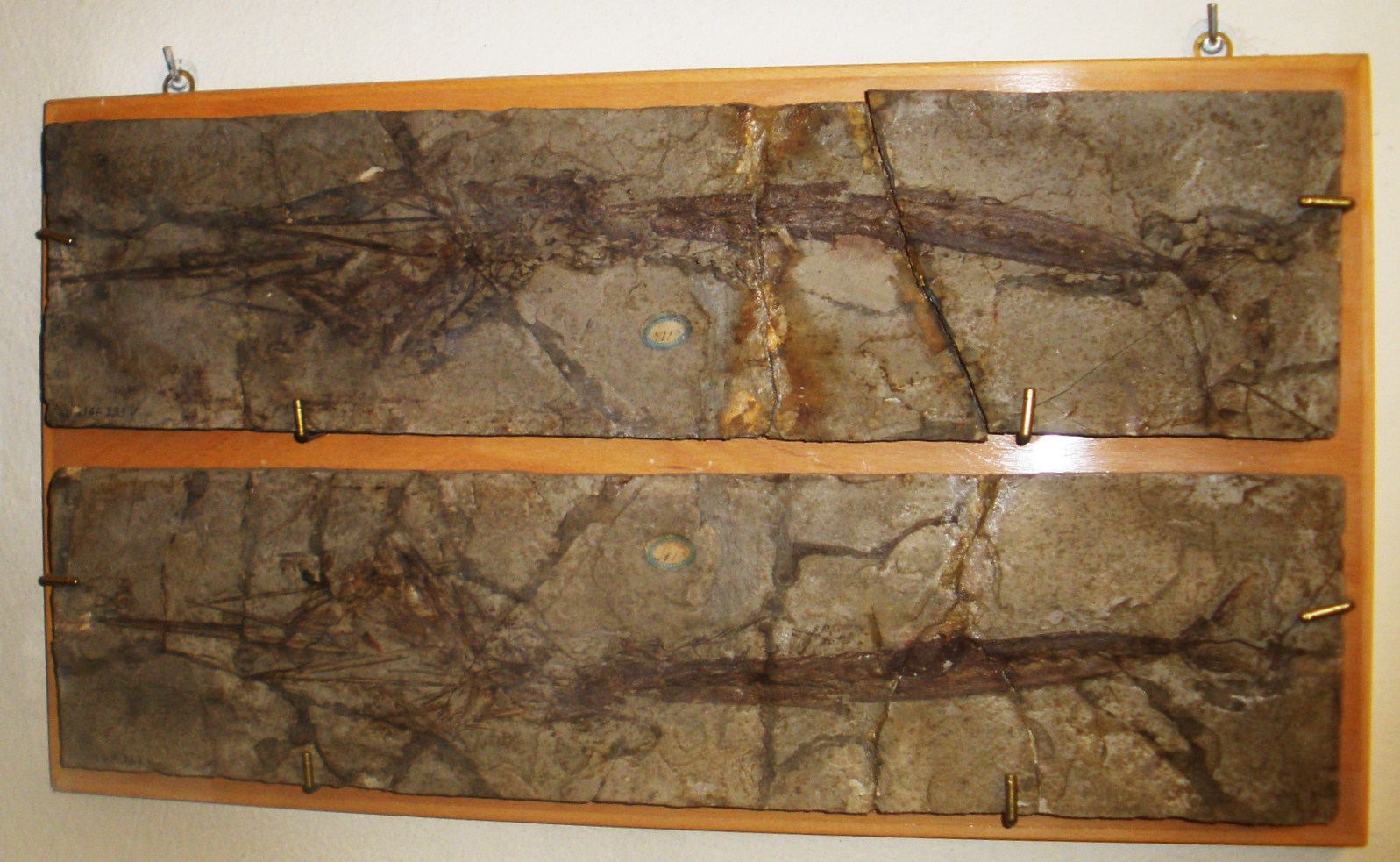
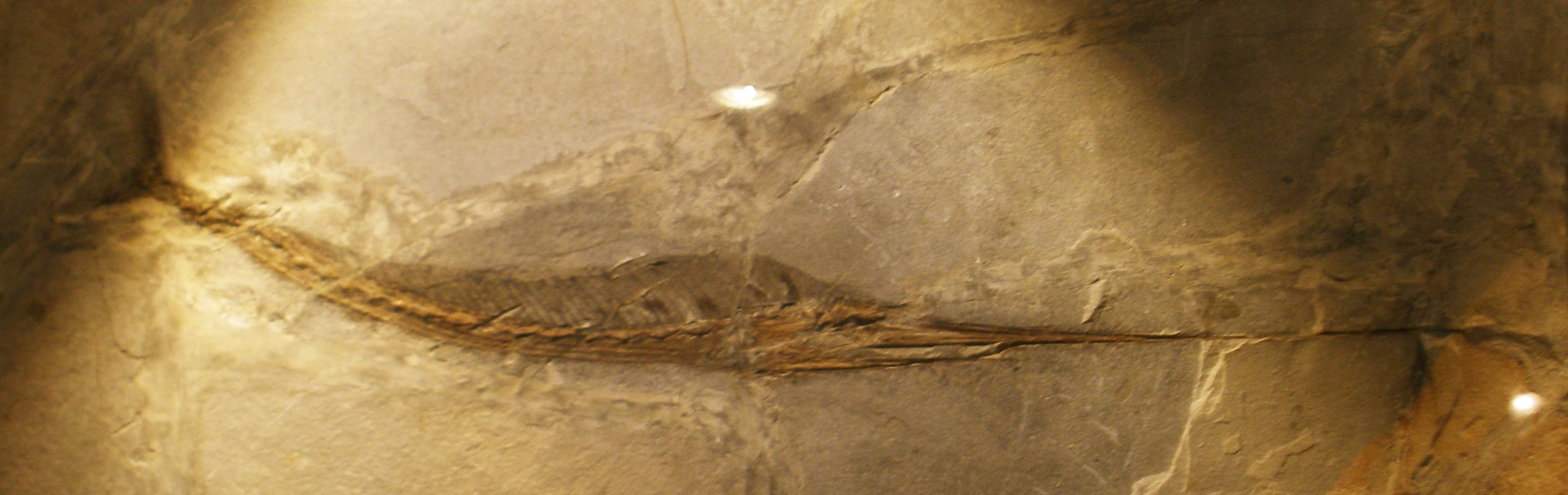
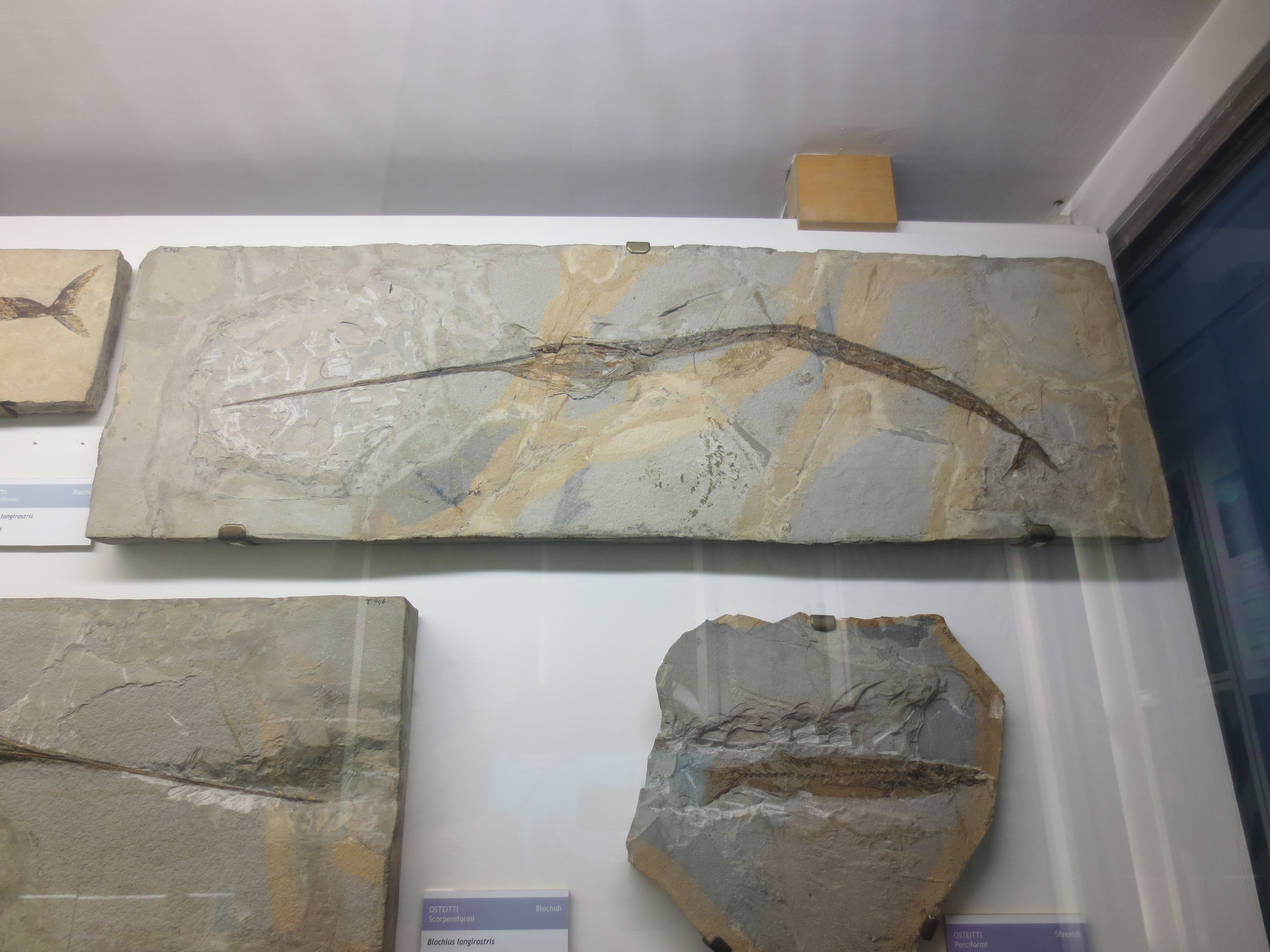